# Просторный (Краснодарский край)
Просторный — посёлок в муниципальном образовании город-курорт Анапа Краснодарского края России. Входит в состав Супсехского сельского округа.

## География
Посёлок находится в западной части Краснодарского края, севернее Анапских плавней, на расстоянии приблизительно 3 километров (по прямой) к северо-востоку от города Анапа, административного центра муниципального образования. Абсолютная высота — 16 метров над уровнем моря.
Посёлок находится в анклаве Супсехского сельского округа, к северу от станицы Анапская Анапского сельского округа.

## Население
| 2002 | 2010 |
| ---- | ---- |
| 834  | ↗875 |

Гендерный состав
По данным Всероссийской переписи населения 2010 года в гендерной структуре населения мужчины составляли 46,97 %, женщины — соответственно 53,03 %.
Национальный состав
Согласно результатам переписи 2002 года, в национальной структуре населения русские составляли 86 %.

## Инфраструктура
В посёлке функционируют основная школа, детский сад, отделение врача общей практики и сельский клуб.

## Улицы
Уличная сеть посёлка состоит из 16 улиц и 1 переулка.